# إبراهيم بن علي المسيلي
إبراهيم بن علي المسيلي (بالفرنسية: Said Ibrahim bin Said Ali) (1911 - 1975) ثاني رئيس وزراء في جزر القمر في عهد الاستعمار الفرنسي بعد وفاة رئيس الوزراء الأول محمد آل الشيخ أبي بكر. وهو ابن السلطان علي بن عمر المسيلي آخر سلاطين جزيرة القمر الكبرى.

## نسبه
إبراهيم بن علي بن عمر بن حسن بن عبد الله الأول بن محمد بن عبد الله بن علوي بن عبد الله بن علوي بن أبي بكر بن علي بن أحمد بن عبد الله المسيلي بن محمد بن علوي الشيبة بن عبد الله بن علي بن عبد الله باعلوي بن علوي الغيور بن الفقيه المقدم محمد بن علي بن محمد صاحب مرباط بن علي خالع قسم بن علوي بن محمد بن علوي بن عبيد الله بن أحمد المهاجر بن عيسى بن محمد النقيب بن علي العريضي بن جعفر الصادق بن محمد الباقر بن علي زين العابدين بن الحسين السبط بن علي بن أبي طالب، وعلي زوج فاطمة بنت محمد ﷺ.
فهو الحفيد 36 لرسول الله محمد ﷺ في سلسلة نسبه.

## مولده ونشأته
ولد في السابع عشر من شهر أبريل سنة 1911 م بمدينة تاناناريف في جزيرة مدغشقر. وتلقى تعليمه بها، والتحق بمدرسة لتأهيل المديرين في الشؤون الإدارية. وبدأ حياته المهنية كمترجم، ثم استطاع أن يحصل على عدة مناصب إدارية في جزر القمر.

## مناصبه
تنقل بين عدة مناصب في جزيرة القمر الكبرى والتي كانت تحت الاستعمار الفرنسي آنذاك، منها:
- عضو في الجمعية الوطنية الفرنسية (1959 - 1970)
- رئيس مجلس الحكومة في جزر القمر (1970 - 1972)

## وفاته
توفي في العشرين من شهر أبريل سنة 1975 م بمدينة جدة في المملكة العربية السعودية، عندما كان يؤدي مناسك الحج والعمرة، وقد نقل جثمانه إلى جزر القمر حيث دفن في مدينة إيكوني بجزيرة القمر الكبرى. وأطلق اسمه على المطار الدولي بالعاصمة موروني مطار الأمير سيد إبراهيم الدولي.